# Cmentarz żydowski w Toszku

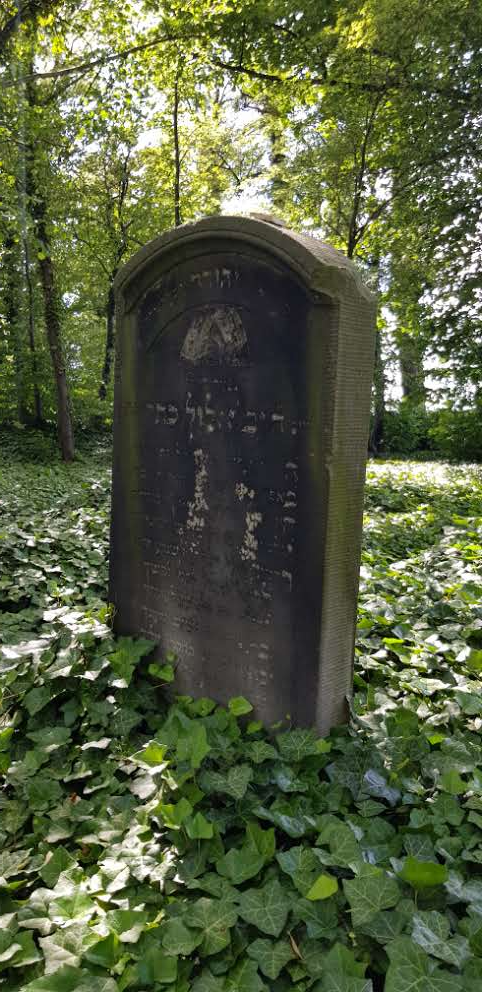
Grób na cmentarzu żydowskim w Toszku

Cmentarz żydowski w Toszku – został założony w I połowie XIX wieku i znajduje się przy ulicy Wielowiejskiej. Ma powierzchnię 0,2 ha. Został zniszczony podczas II wojny światowej. Do naszych czasów zachowało się osiem stojących macew.
Znajdują się tutaj między innymi groby Hirschela Wachsmanna (1783-1856) i Ernestine Blumenthal (1792-1855) - dziadków Franza Waxmana, kompozytora, autora muzyki filmowej, laureata wielu nagród, w tym dwóch Oskarów. 